# Österreichische technisch-wissenschaftliche Vereinigung für Instandhaltung und Anlagenwirtschaft
Die Österreichische technisch-wissenschaftliche Vereinigung für Instandhaltung und Anlagenwirtschaft (ÖVIA) wurde im Mai 1989 wegen der zunehmenden Bedeutung der Anlageninstandhaltung durch konstant steigende Anlagenkomplexität, Innovationsgeschwindigkeit, Marktdynamik, Ressourcenknappheit sowie Wettbewerbsdruck gegründet.

## Aufgaben, Aktivitäten
Aus diesem Grund konzentriert sich die ÖVIA auf die Lösung branchenspezifischer Probleme, die Weiterentwicklung der Anlagenwirtschaft sowie Instandhaltungswesen über die sowie auf die Förderung des Fachgebietes als Ganzes.
Zu den Aufgaben des Vereins gehören die Koordinierung der in Gremien beschlossenen Aktivitäten, die Kommunikation zwischen der Industrie und technisch-wissenschaftlichen Vereinen, die Kontaktpflege mit internationalen Institutionen sowie der Wissensaustausch in Arbeitsgruppen. 
Die Aktivitäten der ÖVIA sind:

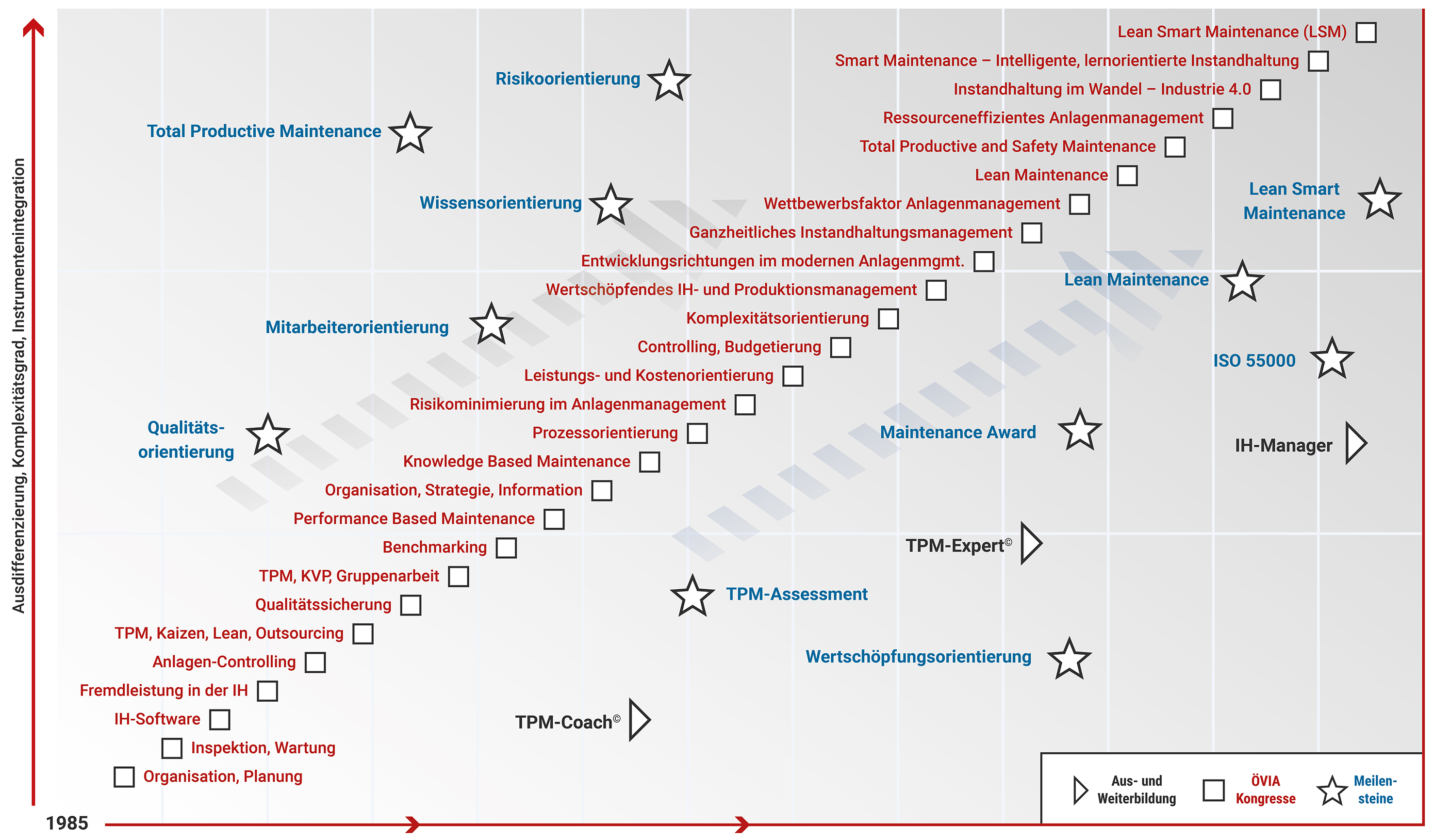
Aus- und Weiterbildung, Meilensteine sowie Kongresse der ÖVIA

- Arbeitsgruppen zur Bearbeitung von spezifischen Problemstellungen sowie zum Gedankenaustausch bilden und moderieren.
- Ausbildungen, Fachtagungen und Seminare veranstalten.
- Auszeichnung für das exzellenteste Anlagenmanagement Österreichs im Zuge der „Maintenance Award Austria“ verleihen.
- Forschungsaufgaben im Bereich der Grundlagenforschung und der angewandten Forschung durchführen.
- Kommunikation und Kooperation mit Institutionen gleicher bzw. ähnlicher Zielsetzung im In- und Ausland.
- Neuerungen im Bereich der Anlagenwirtschaft und Instandhaltung praktisch erproben.

## Forschungsinstitute/Partner der ÖVIA
- Forum Vision Instandhaltung
- Center of Excellence for TPM
- Institute for International Research
- Forschungsinstitut für Rationalisierung
- Deutsches Komitee Instandhaltung
- Slovenian Maintenance Society

## Maintenance Award Austria
Die Maintenance Award Austria (MA²) umfasst zwei Preise. Einerseits wird als Hauptpreis das exzellenteste Instandhaltungs- und Anlagenmanagement Österreichs prämiert. Anderseits wird durch den Innovationspreis die Umsetzung von innovativen Projekten bzw. Produkten im Anlagenmanagement ausgezeichnet.
Die Preisverleihung für 2016 erfolgt in Kooperation mit dem Industriemagazin und wird unterstützt durch die Wirtschaftskammer Steiermark (WKO), das Bundesministerium für Verkehr, Innovation und Technologie (bmvit) und die Industriellenvereinigung-Steiermark (iv).
| Gewinner der Preisverleihung - MA² | Gewinner der Preisverleihung - MA² | Gewinner der Preisverleihung - MA²                |
| Jahr                               | Hauptpreis                         | Innovationspreis                                  |
| ---------------------------------- | ---------------------------------- | ------------------------------------------------- |
| 2020                               | Innio Jenbacher                    | STAR7 Austria GmbH                                |
| 2015                               | Eaton Industries GmbH              | Klüber Lubrication Austria GmbH                   |
| 2014                               | Wien Energie GmbH                  | Line Metrics GmbH                                 |
| 2013                               | Miba Frictec GmbH                  | KNAPP AG / JCL Logistics                          |
| 2012                               | SKF Österreich AG                  | BOOM Software AG/ Innsbrucker Kommunalbetriebe AG |

## Publikationen
- Schriftenreihe „Praxiswissen für Ingenieure“, 29 Forumsbände
- Schriftenreihe „Techno-Ökonomische Forschung und Praxis“ 18 Herausgaben
- „ÖVIA-Handbuch“
- Weitere Publikationen:
  - Masterarbeit: Analyse der Zertifizierungsanforderungen nach ISO 55001 Asset Management (2015)
  - Nachhaltigkeitsorientierte Unternehmensführung (2009)[3]